# 大陸書房
大陸書房（日语：／ Tairiku shobō */?）是一家日本出版社、影像軟體公司，成立於1967年；1992年因財務問題而破產，是當時日本出版業界最大宗的破產案例。

## 概要
大陸書房於1967年12月由竹下一郎（時任雙葉社雜誌編輯）建立，初始專攻非虛構作品市場。公司名稱「大陸」取自傳說中存在於太平洋的姆大陸。
1968年2月，詹姆斯·切爾華著作《失落的姆大陸》（失われたムー大陸，原作於1931年初版）由大陸書房在日本發行，成為了大陸書房的代表作。之後，大陸書房又陸續發行《失落的文明》（失われた文明）、《怪奇·奇談》、《UFO》和《神秘·四次元》等系列作品，成功搭上了1970年代的日本超古代文明熱潮和神秘熱潮。當時大陸書房出版的作品多以白色背景為底，上書作品標題和作者，並以一張彩色圖片象徵性的表達作品主題，裝訂簡單，使用的紙張也不算優質，同時並不標註原始標題和原作出版日期。編輯者松岡正剛曾表示：「這種東西能夠在明亮的書店裡陳列嗎？」儘管如此，大陸書房的作品仍然席捲了各大書店，世人稱之為「大陸書房現象」，時寺山修司、澀澤龍彥、荒俁宏和鎌田東二等人皆有收藏其作品。
雖然成立初期業務不俗，大陸書房在1980年代初開始出現經營危機。1986年，創辦人竹下退休並轉任會長，社長一職由廣濟堂出版出身的塚田友宏接任。塚田接任社長後，大陸書房涉入漫畫雜誌市場，發行了幾本新刊物；同時為突破瓶頸，開始向影像軟體產業發展。當時單部VHS錄影帶的售價多在一萬日圓以上，大陸書房自1987年7月起首創以時段為計價單位租賃影片，每30分鐘收費1,800日圓。這種利用書店通路租賃影片的銷售戰略獲得極大反響，僅服務推出的1987年度銷量就達300萬部；不過此一成功也使大陸書房進一步擴展低價電影、偶像藝人、成人影片、動畫及教學影片等影視相關產品線，對影視產業的依存度因而提高。此外，笠倉出版社和英知出版等競業也相繼投入市場，導致業界競爭加劇，庫存量增加，對大陸書房的財務造成嚴重負擔。
在業界持續激烈競爭和公司組織過度擴張的情況下，大陸書房的財務狀況持續惡化。最終大陸書房被迫於1992年8月向東京地方裁判所申請破產，時負債額達97億日圓之多，成為當時日本出版業界最大宗的破產案例。大陸書房宣告破產後，茅野砂胡的《德爾菲尼亞戰記》和日川玲子的《女戰士艾菲菈&吉里鷗系列外傳 藍髮的寧靜》等旗下各連載中作品被迫移籍或停刊。